# 4. Sinfonie (Nielsen)
Die Sinfonie Nr. 4, Opus 29, „Das Unauslöschliche“ (Det Uudslukkelige) (komponiert 1914–1916.) ist ein sinfonisches Werk von Carl Nielsen.
In der Vierten Sinfonie tritt ein tonsprachlich harscher und musikalisch dramatischer Charakter zutage, dessen offene Leidenschaftlichkeit keine Entsprechung in den vorangegangenen Werken des Komponisten besitzt (die lyrisch-erhabene Dritte Sinfonie entstand knapp drei Jahre vorher). Dennoch wirkt das Werk aufgrund seines klassischen viersätzigen Aufbaus und seines gemäßigten Einsatzes von Dissonanzen rückblickend bei weitem nicht so radikal wie die darauffolgende Fünfte Sinfonie.
Die Sinfonie ist ein Werk der Kontraste, mit pastoraler Ruhe, triumphierenden Hymnen und mit monumental ausgeführter Melodik im Wechsel mit Phasen komplexer Polyphonie.
Die Vierte Symphonie wurde am 1. Februar 1916 in Kopenhagen uraufgeführt. 2006 wurde sie in eine offizielle Liste des nationalen Erbes aufgenommen.

## Sätze und Besetzung
Die Vierte Sinfonie ist folgendermaßen besetzt:
3 Flöten (davon 1 Piccoloflöte), 3 Oboen, 3 Klarinetten, 3 Fagotti (davon 1 Kontrafagott), 4 Hörner, 3 Trompeten, 3 Posaunen, 1 Tuba, mehrere Pauken (vorgeschlagen zu zweit zu spielen), Streichorchester.
Die Vierte Sinfonie besteht aus vier Sätzen. Die Gesamtdauer beträgt etwa 38 Minuten.
1. Allegro – heftig auffahrender, generell bewegter Satz, der unkonventionellerweise vier Themen präsentiert, doch nur zwei durchführt.
2. Poco allegretto – ein eher heiteres Scherzo.
3. Poco adagio quasi andante – langsamer Satz
4. Allegro – der „kriegerischste“ Satz des Werks, nicht zuletzt wegen des darin gestalteten, furiosen Paukenduells.